# 張徽 (正德進士)
張徽（1482年—？），字德卿，浙江嘉興府秀水縣人，民籍，明朝政治人物。

## 生平
正德八年（1513年）癸酉科浙江鄉試第四十六名舉人。正德十六年（1521年）中式辛巳科會試第一百三十三名，登第三甲第一百二十六名進士。授大理寺評事，大禮議時，參與左順門事件，受杖。累進寺正。官至南雄府知府。卒祀鄉賢祠

## 家族
曾祖張士賢；祖父張昇，曾任壽官；父張經，母周氏；繼母韓氏。慈侍下。